# 예핌 젤마노프
예핌 이사코비치 젤마노프(러시아어: Ефи́м Исаа́кович Зе́льманов: 1955년 9월 7일 ~ )는 소비에트 연방 하바롭스크의 유대인 가정에서 태어난 수학자이다. 1980년 노보시비르스크 대학교에서 박사 학위를 취득했으며, 1985년 상트페테르부르크 대학교에서 더 높은 학위를 받았다.(러시아의 학제에서는 미국의 박사 학위에 대응하는 학위보다 한 단계 높은 학위가 존재한다. 프랑스나 독일의 하빌리타치온(habilitation), 일명 교수 자격 학위 정도로 생각할 수 있다.)
젤마노프는 비가환 대수와 군론에 대한 업적으로 유명하다. 특히, 제한된 번사이드 문제(restricted Burnside problem)를 해결하여, 1994년에 수학의 노벨상이라고 불리는 필즈상을 수상하였다.
1987년까지 노보시비르스크 대학교의 교수직을 맡았다. 1990년 위스콘신 대학교 매디슨의 교수가 되었다가, 1994년에 시카고 대학교로 옮겼다. 시카고 대학교에 재직 중 필즈상을 수상하였고, 그 후 예일 대학교로 자리를 옮겼다. 최근에는 2002년 캘리포니아 대학교 샌디에이고로 자리를 옮겼다. 대한민국 고등과학원의 석좌교수이기도 해서, 매해 여름을 대한민국 서울특별시에서 보낸다.

## 같이 보기
- 요르단 대수
- 필즈상